# Praha založená Libuší a Přemyslem
Praha založená Libuší a Přemyslem (v italském originále Praga nascente da Libussa e Primislao, překládáno též jako Praha zrozená Libuší a Přemyslem či  Praha Libuší a Přemyslem zrozená) je výpravná barokní opera o třech dějstvích na libreto impresária Antonia Denzia (Denziho) z roku 1734 s použitím hudby různých soudobých skladatelů (pasticcio). Děj vychází z pověsti o kněžně Libuši a Přemyslu Oráčovi, je však obohacen zápletkami typicky pro barokní operu.

## Vznik a historie díla
Opera Praha založená Libuší a Přemyslem patří k nejvýznamnějších inscenacím uvedeným Antoniem Danzim (kol. 1690 - po 1763), impresáriem italské opery působící v Praze pod záštitou hraběte Františka Antonína Šporka v první třetině 18. století. Měla formu pasticcia, tj. ke zhudebnění nově vytvořeného libreta byly využity árie z jiných děl (zpravidla oper) různých skladatelů s původním, pozměněným nebo zcela novým textem. Jednalo se poslední z 57 Danziho pražských inscenací a zároveň o jeden z nejvýpravnějších a nejnáročnějších operních projektů barokní Prahy. Jak domácím námětem, tak měnící se výpravou (10 různých obrazů), scénickými efekty (např. Přemyslova dobytčata odletí do oblak) i věnováním celé české stavovské obci se Danzi snažil přilákat návštěvníky a odvrátit finanční úpadek své společnosti (ke kterému však stejně brzy došlo).
Z opery se zachovalo jen libreto, není proto známo, jaká hudba je provázela. Byly však pravděpodobně využity árie skladatelů, jejichž díla Danziho společnost uváděla. Rozložení hlasových oborů sledovalo typickou barokní oblibu vysokých hlasů. V Danziho opeře nevystupovali tehdy obvyklí kastráti, proto většinu rolí, a to i mužských včetně Přemysla Oráče, obsadily ženy. Sám Danzi v představení zpíval roli rytíře Ctirada a hru uzavíral chvalozpěvem věnovaným Praze a císaři Karlu VI. 
Opera se nese především ve slavnostním duchu a neměla samostatná komická intermezza, vystupují v ní však i komické postavy Lesbina a Děvíry, za komické bylo jistě považováno i protimužské běsnění Vlasty. Vedle toho se objevují i lyrické milostné scény, jako divertissement sloužil balet děv z Vlastina a Šárčina průvodu - "českých Amazonek".

## Novodobá rekonstrukce díla
Novodobou rekonstrukci díla provedl propagátor staré hudby Robert Hugo s využitím árií z oper, které byly v repertoáru Danziho pražské společnosti a které byly nebo mohly být pramenem pro hudební čísla pasticcia  Praha Libuší a Přemyslem zrozená. Skladateli vybranými pro tento účel byli zejména Antonio Vivaldi (s nímž Danzi udržoval úzké vztahy), dále Antonio Lotti, Giovanni Porta, Geminiano Giacomelli, Antonio Bioni, Francesco Gasparini a Leonardo Vinci. Rekonstruovanou operu Hugův soubor Capella Regia Praha uvedl poprvé v Míčovně Pražského hradu 22. května 2004 v rámci Mezinárodního hudebního festivalu Pražské jaro. V roce 2007 bylo uvedeno ve Valdštejnském paláci v Praze a na festivalu komorní hudby na zámku v Českém Krumlově.

## Osoby a první obsazení
| Osoba                                                                      | Hlasový obor | Premiéra (jaro 1734)                   |
| -------------------------------------------------------------------------- | ------------ | -------------------------------------- |
| Libuše (Libussa), královna česká                                           | soprán       | Anna Cosimi                            |
| Přemysl (Primislao), pán ze Stadic, později král                           | soprán       | Margherita Campioli Moretti            |
| Vlasta, Libušina oblíbenkyně                                               | soprán       | Maria Monza                            |
| Ctirad (Stirado), český rytíř oddaný Libuši a Přemyslovi                   | tenor        | Antonio Denzio                         |
| Chlodmír (Clodomiro), cizí kníže, zamilovaný do Libuše a jejího království | tenor        | Lorenzo Moretti                        |
| Gustav (Gustavo), jiný cizí kníže, odvržený milovník Vlasty                | soprán       | Marina Denzio                          |
| Šárka (Sarca), mladá dívka, oblíbenkyně Vlasty                             | soprán       | Margherita Monza                       |
| Lesbino, Gustavovo páže, předstírající hluchoněmost                        | soprán       | Rosalia Fanntasia detta la Mantovanina |
| Děvíra (Dievira), Přemyslova služebnice                                    |              |                                        |
| Hlas (věštba)                                                              |              |                                        |
| Dělníci na stavbě Prahy, ženy se Šárkou, lid a stráže                      |              |                                        |

## Děj opery

### 1. dějství
(1. obraz: Před hradbami Vyšehradu) Před hradbami Vyšehradu, sídla kněžny Libuše, se scházejí sarmatští princové Chlodmír a Gustav. První je zamilován do Libuše a chtěl by se stát králem, druhý je zamilován do Vlasty. Obě ženy je však odmítají. Princové se chtějí zmocnit jejich srdcí intrikou, k níž jim hodlá být nápomocen Gustavův sluha Lesbino; Lesbino se bude vydávat za hluchoněmého a získá tak cenné informace (Lesbinova árie Piani facciamo il nostro accordo). Chlodmír a Gustav jsou nyní spojenci a Gustav zpívá o své lásce k Vlastě (árie Perché si pieghi… La bella arciera). Přichází Libuše; Chlodmír ji opět marně žádá o vyslyšení svých citů, ale spíše než rozhodné odmítnutí královny jej rozhněvá arogance jejího důvěrníka Ctirada. V nepřítomnosti Libuše bouří Chlodmír lid proti ní (recitativ Forti Boemi a árie Solo conocchia, e fuso). Vrací se Libuše s průvodem, chválí postup prací při budování Prahy a chce odměnit předáky penězi. Ti však odmítají s tím, že si nepřejí peníze, nýbrž krále. Libuše se rozhněvá (árie Un Rege pretendi). Mezitím Šárka informuje Vlastu o tom, jak si Ctirad přisvojuje faktické rozhodování vládních záležitostí. To Vlastu rozhořčí, neboť nepokládá muže za způsobilé ke správě věcí veřejných (árie Mostreremo, che il nobile sesso).
(2. obraz: Venkovská krajina na Přemyslově stadickém panství) Děvíra vítá (několika českými slovy) na poli Přemysla. Ten čte báj o Kadmovi a o založení Théb a přitom běduje na svůj osud, který jej namísto vytouženého hrdinského života připoutal k selské práci (árie Tal l'usignuolo che innamorato). Děvíra se o samotě vysmívá Přemyslovu knihomolství (árie V'è fra noi quell'uso bello).
(3. obraz: Libušina knihovna s věštírnou - velká zlatá žába na zrcadle) Libuše se rozhodla vdát, ale neví za koho (Veggo ben nell'ascendente). Z věštírny se ozve hlas, který jí radí, jak nalezne ženicha (Odi, Libussa, e vedi). Přichází Vlasta a královna se jí svěřuje se svým rozhodnutím. Obě poznávají v prorokovaném muži Přemysla ze Stadic. Vlasta však Libuši od sňatku stále odrazuje. Gustav přichází vládkyni darovat "hluchoněmého" šaška Lesbina. Poté hovoří s Vlastou, představuje se jí nikoli vlastním jménem, ale jako vyslanec tlumočící lásku svého pána, knížete Sarmatů. Vlasta však jen opakuje své mínění o mužském pokolení (árie Quell'orgoglio del sesso virile).

### 2. dějství
(1. obraz: Audienční sál v Libušině sídle) Ctirad vyzve Chlodmíra za urážku Libuše na souboj; v něm je kníže poražen, avšak prchá s ukořistěným Ctiradovým mečem. Královna za přítomnosti celého dvora včetně Vlasty a Ctirada oznamuje své rozhodnutí: vdá se a vysílá posly, aby sledovali jejího bělouše, až najdou na poli muže jíst u železného stolu. Poselstvo povede Ctirad (árie Libuše Siete ingrate… Se del cielo).
(2. obraz: Předsálí) Vlasta varuje ženy včetně Šárky před vládou mužů (Šárčina árie Non sempre il caso arride).
(3. obraz: Krajina s brázdami a keři poblíž Stadic) Přemysl oře na poli (árie Usignuolo, il tuo lamento), a to s neskrývanou nechutí, protože se domnívá, že se narodil ke vládě. Obědvá prostý chléb na převráceném pluhu, když k němu přistoupí poselstvo vedené Ctiradem, který jej označuje za krále Čech. Přemysl cítí zadostiučinění (árie Poiche mi favella).
(4. obraz: Osvětlená místnost v pokojích určených pro Přemysla) Vlastě se protiví myšlenka krále jako takového, natož krále selského rodu. Chlodmír proto ji i Gustava zapojí do spiknutí, při němž hodlá Přemysla zavraždit Ctiradovým mečem. Vlasta za to slíbí manželství Gustavovi (árie Dal regno o da amore). Přicházející Libuše všem představuje nového krále, Vlasta jej zdráhavě vítá (árie Splendano, o regii sposi). Libuše jde připravit korunovaci (árie Tutto, a i rai… Del nuovo giorno), Přemysl zůstává sám jen ve společnosti "hluchoněmého" Lesbina. Zatímco novomanžel přemítá o svých povinnostech (In segne reali), Chlodmír se jej pokusí zavraždit, neuspěje však a zanechá za sebou Ctiradův meč; Přemysl jej nezahlédne, Lesbio jej však poznal. Všichni se seběhnou a nepochybují o Ctiradově vině, Vlasta nabádá k jeho odsouzení i bez vyslechnutí (árie Guarda poi, che del reo la presenza). Chlodmír přichází nabídnout své služby, ale tu stráže přivádějí Ctirada, který ze zrady obviňuje právě jeho. Libuše a Přemysl se radí o tom, jak zjistit pravdu (Přemyslova árie Non inalza dal suolo il vapore). Lesbino je mezitím na rozpacích, zda má prozradit, co viděl (árie Vanno in visita girando).

### 3. dějství
(1. obraz: Předsíň vězení) Libuše a Přemysl si nechají nejdříve předvést Ctirada; předstírají, že jsou přesvědčeni o jeho nevině, a ptají se jej, jaký trest radí uložit Chlodmírovi. Ctirad nabádá ke shovívavosti. Totéž se opakuje s Chlodmírem, který naopak žádá co největší přísnost. Přemysl usuzuje, že vinen je Chlodmír, což konečně potvrzuje svým svědectvím i Lesbino. Libuše je nyní přesvědčena o správnosti své volby manžela (árie La cervetta, timidetta).
(2. obraz: Zahrada na Vyšehradě) Chlodmír byl propuštěn, musí však Vlastě a Gustavovi oznámit ztroskotání jejich plánu. Vlasta ihned ruší svůj slib manželství s Gustavem (árie Se ricerco un faggio, o un fiore). Gustav a Chlodmír musí rezignovat na své ambice (Chlodmírova árie Taci bel core amante).
(3. obraz: Velká síň na Vyšehradě) Přemysl je korunován na českého krále (sbor a Libuše: Ad empir l'inclita sede). Libuše, Ctirad a Přemysl pak oslavují císaře Karla VI. a přejí mu mužného potomka, pějí slávu též českému království a městu Praze (závěrečný sbor Gloria, dovitia, e pace).